# Montanhas Ródope
Ródope (em búlgaro: Родопи; romaniz.: Rodopi; em grego: Ροδόπη; romaniz.: Rodópi) é uma cordilheira do sudeste da Europa que se estende da Bulgária até à Grécia. Seu ponto culminante, o  Golyam Perelik (2 191 m), é o sétimo mais alto cume da Bulgária. A região é particularmente conhecida pelas áreas de carso, com profundas gargantas de rios, grandes cavernas e formas esculpidas, como a garganta de Trigrado.